# جيوفاني فراتيني
جيوفاني فراتيني (بالإنجليزية: Giovanni Frattini)‏ (و. 1852 – 1925 م) هو رياضياتي من مملكة إيطاليا، ولد في روما، توفي في روما، عن عمر يناهز 73 عاماً.

## التعليم
تعلم في جامعة روما سابينزا.